# Stuart Taylor
Stuart James Taylor (Romford, 28 novembre 1980) è un ex calciatore inglese, di ruolo portiere.

## Club

### L'Arsenal e i prestiti in Inghilterra
Nato a Romford, quartiere di Londra, Stuart frequenta la Crownfield Primary School prima di unirsi, appena diciassettenne, all'Arsenal. Nonostante sia rimasto con i Gunners fino al 2005, ha collezionato appena 30 presenze fra campionato e coppe varie con la prima squadra, ed essendo spesso considerato come seconda o anche terza scelta. Infatti, negli 8 anni di contratto con il club londinese, è stato prestato in Inghilterra ben 4 volte, prima al Bristol Rovers (dal 23 settembre al 23 ottobre 1999), al Crystal Palace (dal 9 agosto al 1º ottobre 2000), al Peterborough United (dal 15 febbraio al 15 marzo 2001) ed al Leicester City (dal 18 novembre 2004 al 23 gennaio 2005).
In particolare, ha collezionato 10 presenze nella stagione nella quale i Gunners hanno vinto la Premier. All'ultima partita della stagione, a titolo già in cassaforte, Taylor ed il compagno di reparto Richard Ian Wright avevano all'attivo 9 presenze. Così, per non dover assegnare la medaglia del vincitore ad uno solo dei due, Arsène Wenger ha fatto partire titolare Wright per poi sostituirlo all'85' con Taylor: a fine stagione, dunque, entrambi i portieri avevano 10 presenze e si sono divisi la medaglia dei vincitori per il loro ruolo.
Durante la sua permanenza all'Arsenal è stato più volte dipinto come il successore dell'ormai mitico David Seaman; nonostante ciò ha sempre sofferto la concorrenza degli altri estremi difensori di passaggio, come Alex Manninger e, appunto, Richard Ian Wright. Gli acquisti di Jens Lehmann e Manuel Almunia rispettivamente nel 2003 e nel 2004 hanno maturato in lui la decisione di cercare "fortuna" altrove; la decisione è stata presa anche a causa della propria totale assenza dalla rosa dell'Arsenal nella stagione 2003-04 a causa di un persistente problema alla spalla.

### Aston Villa
Nel giugno 2005, Taylor si trasferisce all'Aston Villa, firmando un contratto quadriennale. Diventa il secondo portiere dei Villans, dietro il danese Thomas Sørensen. Durante la stagione 2005-06 colleziona appena 2 presenze con il club di Birmingham; il 20 ottobre 2007 para una rigore a Wayne Rooney in un match contro lo United, dopo essere subentrato al primo portiere Scott Carson. La stagione successiva, però, vede il club acquistare due portieri statunitensi, Brad Friedel e Brad Guzan, che diventano rispettivamente primo e secondo portiere, relegando Taylor al ruolo di terza scelta, nonostante dimostrasse di essere pronto quelle poche volte in cui è stato chiamato in causa. La sua ultima partita con l'Aston Villa l'ha disputata nella Coppa Intertoto 2008 contro i danesi dell'Odense.

### Cardiff City
In attesa di trovare un club dove poter giocare con più continuità, Taylor cerca una squadra dove potersi accasare in prestito per un breve periodo, preferibilmente in un club di Football League, ovvero in un club militante nell seconda, terza o quarta serie inglese. Dopo alcuni contatti iniziali e positivi con il Leeds, club di Football League One (terza serie), il 13 marzo 2009 accetta un'offerta dell'ultimo minuto proveniente dal Cardiff, club di Championship (seconda serie), per un prestito mensile. Curiosamente, Taylor è, in quella stagione, il terzo portiere a giungere in prestito al club gallese, dopo Thomas Heaton, in prestito dal Manchester United, e Dīmītrios Kōnstantopoulos, in prestito dal Coventry. Gioca al proprio debutto due giorni dopo, nel pareggio per 1-1 contro il Bristol City.
Taylor continua a giocare come primo portiere nel Cardiff per tutto il suo mese al club, nonostante il ritorno di Heaton da un infortunio, e così il suo prestito viene esteso fino alla fine della stagione. Ma, subito dopo una pesante sconfitta contro il Preston North End (6-0), Taylor non viene schierato nelle successive tre gare conclusive della stagione. Alla fine della stessa, fa ritorno al Villa Park.

### Manchester City
Il 23 giugno 2009, Taylor si trasferisce al Manchester City a parametro zero, essendo il suo contratto con i Villans scaduto alla fine della stagione 2008-09. Successivamente, Taylor ammette di essersi fatto consigliare nella decisione da prendere dal compagno di squadra e di ruolo Brad Friedel, che aveva precedentemente lavorato con il manager e l'allenatore dei portieri dei Citiziens (Mark Hughes e Kevin Hitchcock) al Blackburn. Il 18 luglio 2009, nella partita contro la squadra sudafricana degli Orlando Pirates, Taylor subisce i suoi primi due gol con la maglia azzurra della seconda squadra di Manchester.
Debutta con la prima squadra in FA Cup, il 24 gennaio 2010, nella gara del quarto turno contro lo Scunthorpe United. Il 10 luglio, firma un rinnovo biennale col club, nonostante fosse stato ufficialmente scaricato dal club nove giorni prima. Taylor gioca anche nella partita estiva del 25 luglio 2010 contro i New York Red Bulls, nella seconda metà del tour americano dei Citiziens, concedendo un gol nella sconfitta finale per 2-1.
Al termine della stagione 2011-2012, scaduto il suo contratto, lascia la squadra.

### Reading
Il 20 agosto 2012 firma un contratto annuale col Reading.

### Nazionale
Taylor ha giocato per la nazionale Under-20 nei mondiali del '99 in Nigeria, insieme a Ashley Cole, Peter Crouch e Andy Johnson. Ha anche collezionato 3 presenze con l'Under-21.

## Statistiche

### Presenze e reti nei club
Statistiche aggiornate al 2 maggio 2015.
| Stagione               | Squadra                | Campionato             | Campionato | Campionato | Coppe nazionali | Coppe nazionali | Coppe nazionali | Coppe continentali | Coppe continentali | Coppe continentali | Altre coppe | Altre coppe | Altre coppe | Totale | Totale |
| Stagione               | Squadra                | Comp                   | Pres       | Reti       | Comp            | Pres            | Reti            | Comp               | Pres               | Reti               | Comp        | Pres        | Reti        | Pres   | Reti   |
| ---------------------- | ---------------------- | ---------------------- | ---------- | ---------- | --------------- | --------------- | --------------- | ------------------ | ------------------ | ------------------ | ----------- | ----------- | ----------- | ------ | ------ |
| 2005-2006              | Aston Villa            | PL                     | 2          | -4         | FACup+CdL       | 0               | 0               | -                  | -                  | -                  | -           | -           | -           | 2      | -4     |
| 2006-2007              | Aston Villa            | PL                     | 6          | -9         | FACup+CdL       | 0+1             | -2              | -                  | -                  | -                  | -           | -           | -           | 7      | -11    |
| 2007-2008              | Aston Villa            | PL                     | 4          | -6         | FACup+CdL       | 0+2             | -1              | -                  | -                  | -                  | -           | -           | -           | 6      | -7     |
| 2008-mar. 2009         | Aston Villa            | PL                     | 0          | 0          | FACup+CdL       | 0               | 0               | Int+CU             | 2+0                | -2                 | -           | -           | -           | 2      | -2     |
| Totale Aston Villa     | Totale Aston Villa     | Totale Aston Villa     | 12         | -19        |                 | 3               | -3              |                    | 2                  | -2                 |             | -           | -           | 17     | -24    |
| mar.-giu. 2009         | Cardiff City           | FLC                    | 8          | -15        | FACup+CdL       | -               | -               | -                  | -                  | -                  | -           | -           | -           | 8      | -15    |
| 2009-2010              | Manchester City        | PL                     | 0          | 0          | FACup+CdL       | 1+0             | -2              | -                  | -                  | -                  | -           | -           | -           | 1      | -2     |
| 2010-2011              | Manchester City        | PL                     | 0          | 0          | FACup+CdL       | 0               | 0               | UEL                | 0                  | 0                  | -           | -           | -           | 0      | 0      |
| 2011-2012              | Manchester City        | PL                     | 0          | 0          | FACup+CdL       | 0               | 0               | UCL+UEL            | 0                  | 0                  | CS          | 0           | 0           | 0      | 0      |
| Totale Manchester City | Totale Manchester City | Totale Manchester City | 0          | 0          |                 | 1               | -2              |                    | 0                  | 0                  |             | 0           | 0           | 1      | -2     |
| 2012-2013              | Reading                | PL                     | 4          | -10        | FACup+CdL       | 0               | 0               | -                  | -                  | -                  | -           | -           | -           | 4      | -10    |
| 2013-2014              | Reading                | FLC                    | 0          | 0          | FACup+CdL       | 0               | 0               | -                  | -                  | -                  | -           | -           | -           | 0      | 0      |
| Totale Reading         | Totale Reading         | Totale Reading         | 4          | -10        |                 | 0               | 0               |                    | -                  | -                  |             | -           | -           | 4      | -10    |
| 2014-2015              | Leeds                  | FLC                    | 3          | -3         | FACup+CdL       | 0+2             | -3              | -                  | -                  | -                  | -           | -           | -           | 5      | -6     |
| 2016-2017              | Southampton            | PL                     | 0          | 0          | FACup+CdL       | 0               | 0               | -                  | -                  | -                  | -           | -           | -           | 0      | 0      |
| 2017-2018              | Southampton            | PL                     | 0          | 0          | FACup+CdL       | 0               | 0               | -                  | -                  | -                  | -           | -           | -           | 0      | 0      |
| Totale Southampton     | Totale Southampton     | Totale Southampton     | 0          | 0          |                 | 0               | 0               |                    | -                  | -                  |             | -           | -           | 0      | 0      |
| Totale carriera        | Totale carriera        | Totale carriera        | 27         | -47        |                 | 6               | -8              |                    | 2                  | -2                 |             | 0           | 0           | 35     | -57    |

## Palmarès

### Club

#### Competizioni nazionali
- Campionato inglese: 2

Arsenal: 2001-2002
Manchester City: 2011-2012
- Coppa d'Inghilterra: 2

Arsenal: 2002-2003
Manchester City: 2010-2011
- Charity/Community Shield: 2

Arsenal: 1999, 2002